# Kaltschale

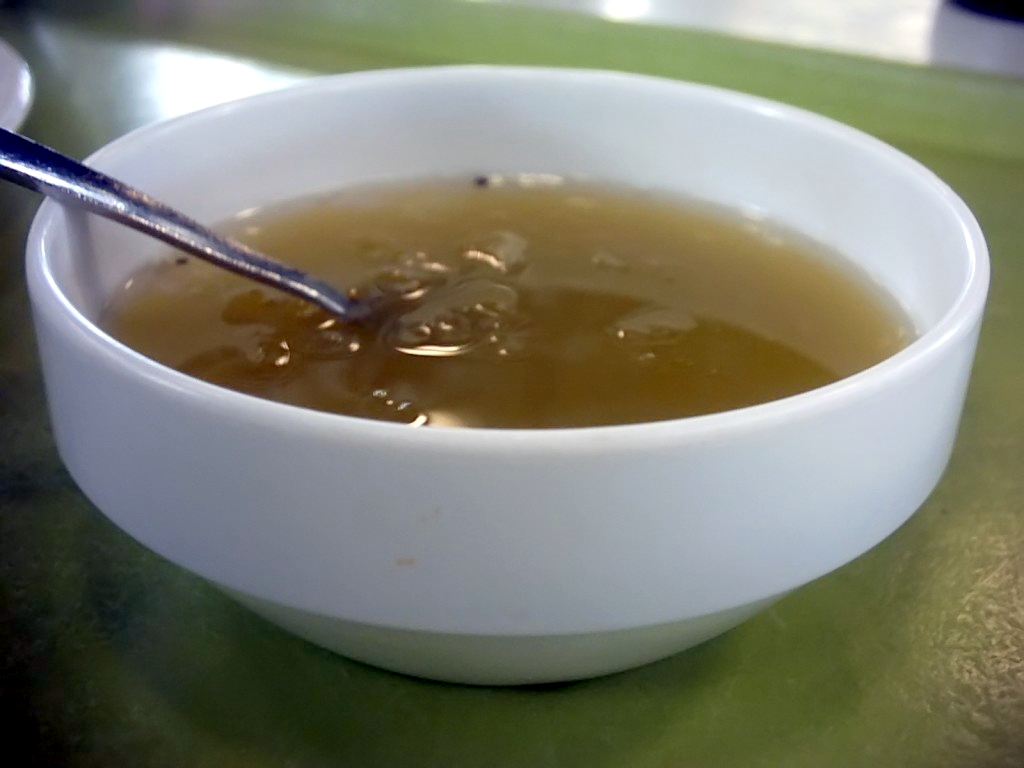
Obstkaltschale mit Kiwi-Geschmack

Eine Kaltschale (früher kalte Schale) ist eine flüssige sämige Kaltspeise, süß oder pikant, die vor allem im Sommer anstelle der Suppe gegessen wird. Süße Kaltschalen können aber auch als Nachspeise serviert werden.
Je nach den verwendeten Grundzutaten unterscheidet man verschiedene Typen von Kaltschalen:
- Milchkaltschalen: Grundlage sind Milch, Buttermilch, Sauermilch oder Joghurt (zum Beispiel Koldskål (süß) oder Tarator (pikant))
- Obstkaltschalen: aus Obst, Obstmark oder Obstsaft
- Bier- und Weinkaltschalen: Sie bestehen aus stark gewürzten alkoholischen Getränken, welche gebunden oder klar serviert werden.

Eine Kaltschale enthält immer eine Einlage, zum Beispiel aus Früchten, Zwieback oder Eischnee, und wird häufig mit Sago angedickt. Im Handel sind auch Trockenmischungen als Halbfertigprodukte erhältlich, die mit Wasser angerührt werden.

Im Damen Conversations Lexikon des 19. Jahrhunderts heißt es: 

„Kalte Schale, ein ächt deutsches Gericht, das in heißer Jahreszeit in vielen Gegenden die Suppe ersetzt, wird auf mannichfache Weise, doch am öftersten aus gutem Bier, geriebenem Brod, Zucker, Citronenschalen und kleinen Rosinen bereitet. Hier und da pflegt man dieß Gemisch auch als kühlendes Getränk außer der Mahlzeit, doch nur in den Nachmittagsstunden, zu genießen, und vorzüglich berühmt ist in dieser Hinsicht die kalte Schale, welche die glänzenden Vergnügungsörter in der Umgegend Berlins den Spaziergängern bieten.“

Als Buttermilch-Kaltschale wird sie im Leipziger Universal-Lexikon der Kochkunst von 1886 erwähnt. Mit süßem Rahm vermischte Buttermilch wurde über zerbrochenem Zwieback oder Weißbrotschnitten aufgegeben und anschließend mit geriebenem Schwarzbrot bestreut, das zuvor zusammen mit Zucker braun geröstet wurde.
Bier wird heute noch scherzhaft auch als Hopfenkaltschale oder Gerstenkaltschale bezeichnet, früher war es tatsächlich die häufigste Grundlage einer Kaltschale. Das warme Pendant dazu war die Biersuppe.